# Берія (Південна Кароліна)
Берія (англ. Berea) — переписна місцевість (CDP) в США, в окрузі Грінвілл штату Південна Кароліна. Населення — 15 578 осіб (2020).

## Географія
Берія розташована за координатами 34°52′43″ пн. ш. 82°27′58″ зх. д. / 34.87861° пн. ш. 82.46611° зх. д. (34.878500, -82.466212).  За даними Бюро перепису населення США в 2010 році переписна місцевість мала площу 20,72 км², з яких 19,95 км² — суходіл та 0,76 км² — водойми.

## Демографія
Згідно з переписом 2010 року, у переписній місцевості мешкало 14 295 осіб у 5441 домогосподарстві у складі 3728 родин. Густота населення становила 690 осіб/км².  Було 6093 помешкання (294/км²).
Расовий склад населення:
| - 60,6 % — білих - 18,1 % — чорних або афроамериканців - 1,2 % — азіатів - 0,5 % — корінних американців - 16,9 % — осіб інших рас |

До двох чи більше рас належало 2,7 %. Частка іспаномовних становила 25,4 % від усіх жителів.
За віковим діапазоном населення розподілялося таким чином: 24,1 % — особи молодші 18 років, 60,0 % — особи у віці 18—64 років, 15,9 % — особи у віці 65 років та старші. Медіана віку мешканця становила 36,2 року. На 100 осіб жіночої статі у переписній місцевості припадало 94,9 чоловіків;  на 100 жінок у віці від 18 років та старших — 92,0 чоловіків також старших 18 років.
Середній дохід на одне домашнє господарство  становив 40 905 доларів США (медіана — 31 148), а середній дохід на одну сім'ю — 49 606 доларів (медіана — 38 556). Медіана доходів становила 31 913 долари для чоловіків та 32 117 доларів для жінок. За межею бідності перебувало 33,7 % осіб, у тому числі 54,6 % дітей у віці до 18 років та 13,0 % осіб у віці 65 років та старших.
Цивільне працевлаштоване населення становило 5501 особа. Основні галузі зайнятості: виробництво — 18,3 %, роздрібна торгівля — 15,6 %, освіта, охорона здоров'я та соціальна допомога — 14,8 %.